# Гуревич, Михаил Васильевич
Михаил Васильевич Гуревич  (15 ноября 1900,  Санкт-Петербург,  Российская империя — 1 марта 1956, Иркутская область,  СССР) —  советский военный деятель, генерал-лейтенант инженерно-авиационной службы (19.08.1944, лишен воинского звания постановлением Совета министров СССР № 4753-1882 от 10.11.1952), член-корреспондент Академии артиллерийских наук (14.04.1947), кандидат технических наук (1938).

## Биография
Родился 15 ноября 1900 года в Санкт-Петербурге. С ноября 1918 года — посыльный, затем конторщик Петроградского огнескладагода.
В Красной армии с марта 1919 года — разведчик 2-го разряда 3-го гаубичного дивизиона Артиллерийского управления. С декабря 1919 года — делопроизводитель Петроградского огнесклада. С июня 1920 года — курсант 1-х советских командных артиллерийских курсов, а с сентября 1921 года — курсант 3-й школы командного состава тяжелой артиллерии. С сентября 1920 года по  апрель 1921 года принимал участие в боевых действиях на Южном фронте против Врангеля и по ликвидации банд Махно в составе 2-й гаубичной батареи 2-й Петроградской бригады курсантов. С октября 1924 года — командир взвода, с ноября 1924 года — адъютант, а с мая 1925 года — помощник командира батареи 4-го полевого тяжелого артиллерийского дивизиона (г. Витебск).
С августа 1926 года — слушатель, с сентября 1930 года - адъюнкт Военно-технической академии РККА им. Ф. Э. Дзержинского. Член ВКП(б) с 1927 года. С июля 1932 года — начальник учебной части факультета, с марта 1933 года — начальник 3-го сектора учебного отдела академии; с марта 1935 года — начальник кафедры стрелкового вооружения Артиллерийской академии им. Ф. Э. Дзержинского. С августа 1936 года — начальник факультета авиационного вооружения Военно-воздушной академии РККА. В сентябре-ноябре 1936 года находился в командировке в Праге и Париже по приемке оборудования и объектов. С апреля 1941 года — начальник Управления заказов вооружения и боеприпасов Главного управления Военно-воздушных сил Красной армии. С февраля 1942 года — старший преподаватель факультета авиационного вооружения Военно-воздушной академии им. Н. Е. Жуковского. С марта 1943 года — начальник Научно-исследовательского института авиационного вооружения — заместитель главного инженера ВВС Красной армии по авиационному вооружению. С мая 1944 года — заместитель начальника Государственного научно-исследовательского института ВВС Красной армии по авиационному вооружению — заместитель главного инженера ВВС Красной армии по авиационному вооружению. С июля 1949 года — заместитель начальника НИИ-3 Академии артиллерийских наук по научной части.
Специалист в области авиационного вооружения, автоматического оружия и боеприпасов. Автор более 20 научных трудов. Кандидатскую диссертацию защищал по теме: «Рациональные основания системы авиационного вооружения».
Постановлением Совета министров СССР № 397-137сс от 30 января 1950 года  за преступления по службе в НИИ ВВС предан суду военного трибунала. Арестован 3 февраля 1950 года. Вместе с ним по этому делу прокуратурой были арестованы и привлечены к уголовной ответственности 42 человека. 29 марта 1951 года  военная коллегия Верховного суда СССР уголовное дело Гуревича выделила в отдельное производство и возвратила в Главную военную прокуратуру для доследования. Постановлением Пленума Верховного суда СССР от 17 августа 1951 г. выделение дела Гуревича в отдельное производство отменено. 29 октября 1952 года  военной коллегией Верховного суда СССР осужден к 25 годам исправительно-трудовых лагерей с конфискацией имущества и поражением в правах на 5 лет, с лишением воинского звания по ст. 193- 17«Б», ст. 58-7 и 58-11 Уголовного кодекса РСФСР и статье 2 Указа Президиума Верховного совета СССР от 4 июня 1947 года  Постановлением Пленума Верховного суда СССР от 11 ноября 1955 года  приговор от 29 октября 1952 года  в части осуждения по ст. 58-7, 58-11 Уголовного кодекса РСФСР отменен и дело в этой части производством прекращено за недоказанностью обвинения. По ст. 2 Указа Президиума Верховного совета СССР от 4 июня 1947 года  переквалифицировано на закон от 7 августа 1932 года "Об уголовной ответственности за хищение государственного и общественного имущества"  и по совокупности преступления определен  срок 10 лет заключения в исправительно-трудовых лагерях. Лишен всех  наград.
Умер 1 марта 1956 года в исправительно-трудовом лагере в Иркутской области. Не реабилитирован.

— В 1946 году я возглавлял Главное управление вооружения ВВС СССР, и военная разведка поставила меня в известность о том, что в США строят институт для исследования возможности полета самолета со сверхзвуковой скоростью. По том доложили, что испытания там начаты. Я сказал об этом Булганину, который в то время был одним из трех первых заместителей Сталина и ведал вопросами обороны. Он выслушал меня и ответил: «С жиру они бесятся, эти американцы, — ты же знаешь, что наши ученые утверждают полную невозможность сверхзвукового полета!» Я подождал до следующего сообщения, в котором говорилось, что идут испытания в аэродинамической трубе специальной конструкции, и на очередном совещании у Сталина в присутствии Булганина, но не предупредив его, доложил всю обстановку. Сталин долго молчал, а потом спросил у Булганина, что тот думает по этому вопросу. Булганин раздраженно отвечал, что нами доказана абсурдность подобных опытов, поскольку при переходе за звуковой барьер самолет сгорит. Сталин повернулся ко мне и я, хотя и знал, что из этого кабинета легко попасть на расстрел, сказал, что мы должны начать испытания, «так как нельзя отставать от США»...
...К 1949 году мы получили через Швецию все заказанное и смонтировали аэродинамическую трубу по чертежам, вывезенным нашей разведкой из США. Сведений об опытах в Америке больше не поступало, и Булганин меня этим упрекал при каждой встрече. Но Институт зазвуковых скоростей начал работать. На этот момент сумма затрат превысила смету на 80 млн. долларов. И вот тут-то Булганин созвал ученый совет и поставил вопрос о реальности полета с зазвуковой скоростью. Ученый совет вынес определение: «Полет с переходом через звуковой барьер невозможен». Спустя несколько дней на совещании у Сталина — когда меня не было — Булганин доложил о заседании ученого совета и о перерасходе сметы. Как мне рассказал мой заместитель, Сталин, помолчав, спросил: «А что, этот Гуревич еще работает в Управлении вооружения авиации?» — и, не дав Булганину ответить, перешел к другому вопросу. Булганин же понял этот вопрос как указание к действию. В ту же ночь я был арестован. А вслед за мной арестовали почти всех, кто работал в Институте. Нам было предъявлено обвинение в «сознательном подрыве экономической мощи СССР путем растраты золотого фонда на ненужные и научно не обоснованные эксперименты по заданию американской разведки». Институт зазвуковых скоростей был закрыт. И хотя сейчас уже доказано, что полет со сверхзвуковой скоростью возможен, — я все же в тюрьме.
— А. Шифрин Четвертое измерение

## Награды
- орден Ленина (21.02.1945)[3][4]
- три ордена Красного Знамени (19.08.1944[5],  03.11.1944[4][6], 20.06.1949[4][7])
- орден Суворова II степени (18.08.1945)[8]
- орден Отечественной войны I степени (28.02.1944)[9]
- орден Красной Звезды (16.08.1936)[10]
  - медали в том числе:
  - «XX лет Рабоче-Крестьянской Красной Армии» (1938)[8]
  - «За оборону Москвы» (1945)[10]
  - «За победу над Германией в Великой Отечественной войне 1941—1945 гг.» (20.06.1945)[11]

## Труды
- Боеприпасы стрелкового вооружения. Л.: Арт. академия, 1932 (соавтор Благонравов А. А.);
- Вооружение авиации: Установка для стрельбы через винт. Л.: Арт. академия, 1932;
- Атлас конструкций автоматического оружия. Л.: Арт. академия, 1933. 137 л. (соавторы Благонравов А. А., Гнатенко А. М., Сидоренко В. Ф.);
- Атлас конструкций пулеметных станков и установок. Л.: Арт. академия, 1935. 96 с. (соавторы Сидоренко В. Ф„ Малиновский В. А.);
- Стрелковое вооружение самолетов. М., Воениздат, 1936. 182 с.;
- Основы расчета боеприпасов: Учебное пособие. М.: ВВА им. Жуковского, 1940. 62 с.;
- Стрелково-пушечное вооружение самолетов. М.: Воениздат, 1941;
- Стрельба через винт. Приспособление для одноместного истребителя. М.: Оборонгиз, 1942. 100 с. (соавтор Шмидт Ю. А.);
- Оружейные стволы. Расчет и устройство. М.: ВВА им. Жуковского, 1943. 112 с.